# 2023년 과야나에세키바 위기
과야나에세키바 지역을 둘러싼 영토 분쟁과 관련하여 가이아나와 베네수엘라 사이에 외교적 위기가 전개되고 있다. 분쟁이 지속되는 가운데, 베네수엘라는 에세키보강 서안에 대한 주권을 주장하고 있으며, 가이아나는 베네수엘라가 파리 협약 이후 이 지역을 포기했다고 주장하고 있다. 이 분쟁을 검토하고 판결을 내리고 있는 국제사법재판소(ICJ)는 베네수엘라 관리들의 발언을 통해 베네수엘라가 가이아나로부터 영유권 분쟁 지역을 장악하려는 시도를 보이고 있다고 밝혔다.